# 沢原俊雄
沢原 俊雄（澤原 俊雄、さわはら としお、1865年5月8日〈慶應元年4月14日〉 - 1942年〈昭和17年〉7月29日）は、日本の政治家、実業家、資産家、広島県多額納税者、広島県の大地主。呉商工会議所顧問。広島県呉市長。広島合同貯蓄銀行、沢原銀行各頭取。呉私立教育会長。勲四等。族籍は広島県平民。

## 経歴
広島県安芸郡荘山田村（現・呉市）に生まれる。沢原為綱の長男。広島英語学校に入学し、後に退学する。1889年、東京に在住し学校に入学、1890年、中途退学し帰郷する。
1896年、呉貯蓄銀行創立発起人となり、同行取締役、同行頭取となる。1902年、家督を相続する。商業、農業、貸地貸金業を営み、広島県多額納税者に列する。
市民の輿望に依り呉市長に挙げられた。1904年（明治37年）貴族院多額納税者議員に互選され、同年9月29日から1911年（明治44年）9月28日まで1期在任した。1912年、日本赤十字社正社員となる。
1919年以来県農会副会長、その他県農政協会理事長、呉商工会議所顧問、社団法人呉市同済会議員、広島合同貯蓄銀行頭取。1921年、沢原銀行取締役頭取となる。

## 人物
呉市第一流の名門の生まれである。
日露戦役の功に依り勲四等に叙し、旭日小綬章を下賜される。貴族院多額納税者議員選挙の互選資格を有する。
宗教は真宗。趣味は読書、書画。住所は呉、荘山田村、胡町、草里町。

## 家族・親族

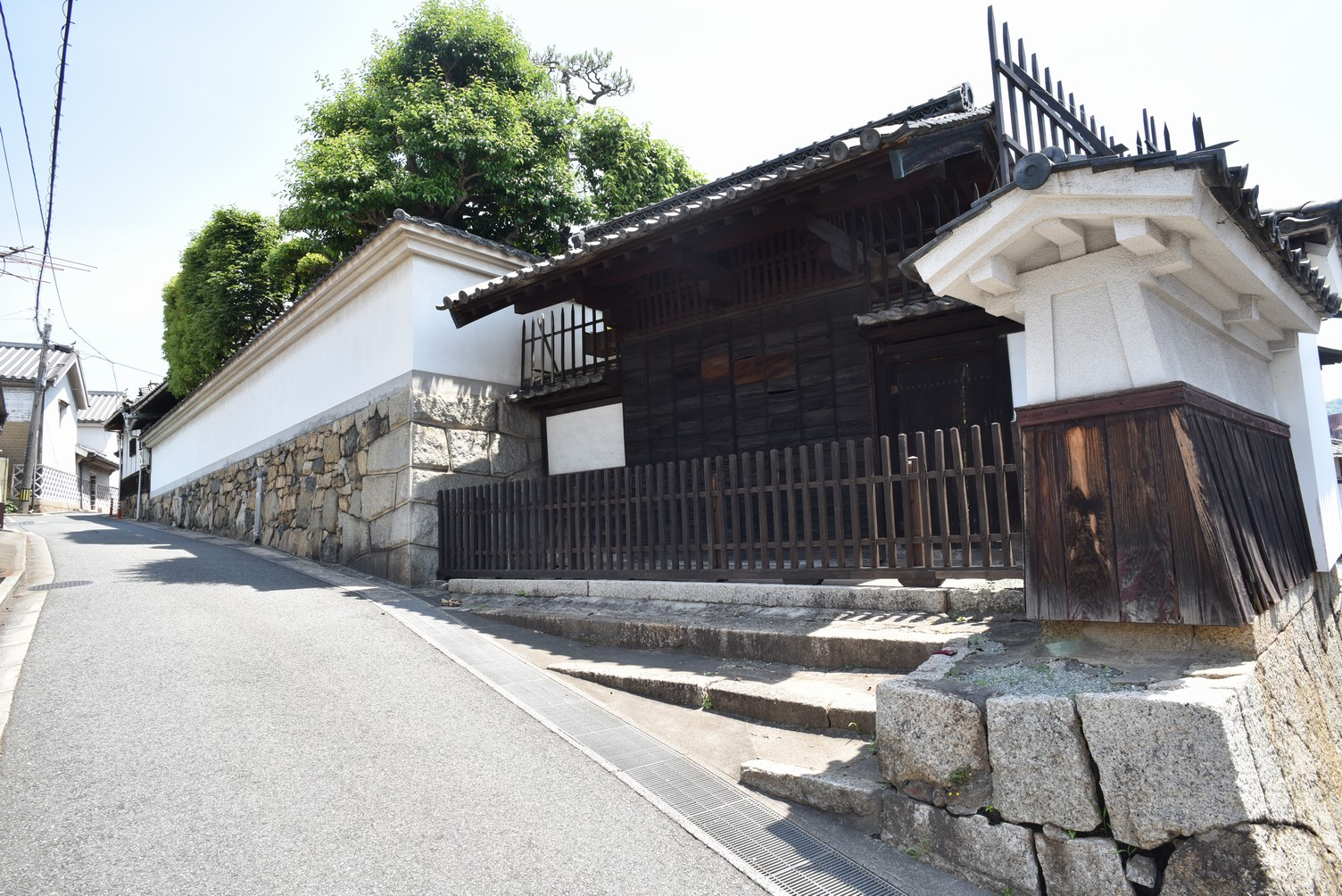
旧澤原家住宅（呉市長ノ木町）

澤原家
- 父・為綱[6]（1839年 - 1923年、農業、崇徳銀行頭取、貴族院多額納税者議員）
- 母・コト（1843年 - 1922年、広島、宮原昌敏の妹）[10]
- 妻・ナミ（1868年 - ?、広島、倉田佐太郎の長女[10][16]、仏教婦人会長[21]）
- 長男・美水（よしみ、1885年 - 1902年）[3]
- 二男・亮吉（1888年 - 1920年、沢原銀行代表）[10]
  - 同妻・整（まさ、1894年 - ?、島根士族、堀藤十郎の四女）[10]
  - 同長女[10]
  - 同二女[10]
  - 同三女[10]
  - 同男[10]
- 孫・梧郎（1916年 - ?、広島県多額納税者）[22] - 二男亮吉の長男[12]。家督を相続する[22]。